# Inge Schneider
Inge Schneider (* 3. August 1947 in Ermsleben; † 9. März 2021 in Sassen-Trantow) war eine deutsche Filmeditorin.

## Leben und Werk
Inge Schneider wurde in Ermsleben, Sachsen-Anhalt geboren (heute ein Stadtteil von Falkenstein/Harz). Bereits im Alter von 14 Jahren fasste sie den Entschluss, ihre berufliche Zukunft im Bereich Filmschnitt zu suchen. Nach dem Abitur bekam sie in Halle eine Anstellung als Filmkleberin. Dann war sie in Dresden als Schnittassistentin für den Deutschen Fernsehfunk tätig, bei einer der ersten Fernsehserien der DDR, Die roten Bergsteiger. Anschließend studierte sie Schnitt an der Filmhochschule in Babelsberg, damals Hochschule für Film und Fernsehen der DDR genannt.
Ende der 1970er Jahre verließ Inge Schneider mit ihrem Mann und ihrer Tochter Mariejosephin die DDR und kam nach West-Berlin. Sie wurde als selbständige Editorin tätig, zunächst gleichermaßen im Bereich Spielfilm wie Dokumentarfilm. Im späteren Verlauf ihrer etwa 50 Langfilme umfassenden Karriere hat sie sich zunehmend auf Kino-Dokumentarfilme wie Die Spielwütigen (Regie: Andres Veiel) oder Prinzessinnenbad (Regie: Bettina Blümner) spezialisiert. Am häufigsten arbeitete sie mit Thomas Schadt, Anka Schmid und dem Regie-Duo Judith Keil & Antje Kruska zusammen.
Von 1986 bis 1994 war Inge Schneider Lehrbeauftragte für Filmschnitt an der Deutschen Film- und Fernsehakademie Berlin (DFFB). Während dieser Zeit montierte sie zahlreiche Studentenfilme, unter anderem von Torsten C. Fischer, Bernd Löhr, Uli M Schueppel und Connie Walther. Auch ihre ersten gemeinsamen Arbeiten mit den Dokumentarfilmern Thomas Schadt und Heidi Specogna entstanden an der DFFB.
Für ihre Montage-Leistungen erhielt Inge Schneider mehrere Auszeichnungen. Im Jahr 2000 gewann sie den Deutschen Kamerapreis in der Kategorie „Schnitt Dokumentation/Kulturfilm“ für Nach dem Fall. 2004 erhielt sie für Die Spielwütigen den Schnitt-Preis. Diesen Preis gewann sie erneut 2012 für Raising Resistance. 2017 erhielt sie beim Festival Filmplus in Köln den Ehrenpreis Schnitt für ihr Lebenswerk.
Inge Schneider war von 1987 bis zu ihrem Tod im Jahr 2021 Mitglied im Bundesverband Filmschnitt Editor e. V. (BFS). Ihre letzte Montage-Arbeit war der 2020 erschienene Spielfilm Notes of Berlin, dem Langfilmdebüt ihrer Tochter Mariejosephin Schneider.

## Filmografie (Auswahl)
- 1981: Elisabeths Kind (TV-Spielfilm) – Regie: Rainer Boldt
- 1981: Kleiner Mann was tun? (Kino-Spielfilm) – Regie: Uschi Madeisky, Klaus Werner
- 1986: Unterwegs nach immer und überall – eine Deutschlandreise (Dokumentarfilm) – Regie: Thomas Schadt
- 1989: Sieben Frauen – Regie: Rudolf Thome
- 1989: Techqua Ikachi, Land – Mein Leben (Dokumentarfilm) – Regie: Anka Schmid
- 1989: Thrash-Altenessen – ein Film aus dem Ruhrgebiet (Dokumentarfilm) – Regie: Thomas Schadt
- 1989: Das Gefühl des Augenblicks – Auf den Spuren des Fotografen Robert Frank (Dokumentarfilm) – Regie: Thomas Schadt
- 1990: Das blinde Ohr der Oper (TV-Spielfilm) – Regie: Hans Neuenfels
- 1990: Das Magazin der Bilder (Dokumentarfilm) – Regie: Thomas Schadt
- 1990: Pavlos Bakojannis – Nachruf auf einen Freund in Griechenland (Dokumentarfilm) – Regie: Thomas Schadt
- 1991: Hinter verschlossenen Türen (TV-Spielfilm) – Regie: Anka Schmid
- 1992: Die fliegenden Kinder – Regie: Torsten C. Fischer
- 1992: Vaterland (TV-Spielfilm) – Regie: Uli M Schueppel
- 1993: Schönes Fräulein, darf ich’s wagen (TV-Dokumentarfilm) – Regie: Helke Misselwitz
- 1993: Deckname: Rosa (Dokumentarfilm über Margrit Bolli) – Regie: Heidi Specogna
- 1995: Tatort: Ein ehrenwertes Haus (Fernsehreihe) – Regie: Petra Haffter
- 1995: Wilder Westerwald – Regie: Bernd Löhr
- 1995: Polizeiruf 110: Schwelbrand (Fernsehreihe) – Ko-Editorin: Nicola Undritz; Regie: Petra Haffter
- 1995: Magic Matterhorn (Dokumentarfilm) – Regie: Anka Schmid
- 1996: Meine Liebe, Deine Liebe (Dokumentarfilm) – Ko-Editorin: Gudrun Steinbrück; Regie: Helke Misselwitz
- 1996: Oskar und Jack (Dokumentarfilm) – Regie: Frauke Sandig
- 1997: Sophie – Schlauer als die Polizei (Fernsehserie, 2 Folgen) – Regie: Torsten C. Fischer
- 1998: Kinderland ist abgebrannt (Kino-Dokumentarfilm) – Regie: Sibylle Tiedemann, Ute Badura
- 1999: Nonstop (Kino-Spielfilm) – Regie: Stephan Settele, Ólafur Sveinsson
- 1999: Zwischen Lust und Last – Fünf Frauen und ihre Filme (Dokumentarfilm) – Regie: Julia Novak, Natalie Kreisz
- 1999: Ausfahrt Ost (Dokumentarfilm) – Regie: Judith Keil, Antje Kruska
- 2000: Die Ballade von Schnuckenack Reinhardt (TV-Dokumentarfilm) – Regie: Andreas Öhler
- 2000: Nach dem Fall (Kino-Dokumentarfilm) – Regie: Eric Black, Frauke Sandig
- 2001: Swetlana (Spielfilm) – Regie: Tamara Staudt
- 2001: Lale Andersen – Die Stimme der Lili Marleen (TV-Dokumentarfilm) – Regie: Irene Langemann
- 2001: Der Glanz von Berlin (Kino-Dokumentarfilm) – Regie: Judith Keil, Antje Kruska
- 2001: Outlaws (Dokumentarfilm) – Regie: Rolf Teigler
- 2002: Schlesiens wilder Westen (Kino-Dokumentarfilm) – Regie: Ute Badura
- 2003: Grüsse aus Dachau (Kino-Dokumentarfilm) – Regie: Bernd Fischer
- 2004: Die Spielwütigen (Kino-Dokumentarfilm) – Regie: Andres Veiel
- 2004: Estland mon amour (Dokumentarfilm) – Regie: Sibylle Tiedemann
- 2005: Dancing With Myself (Kino-Dokumentarfilm) – Regie: Judith Keil, Antje Kruska
- 2005: Alfredos Modelle (TV-Dokumentarfilm) – Regie: Angelika Welz-Rommel
- 2006: Der Lebensversicherer (Kino-Spielfilm) – Regie: Bülent Akinci
- 2007: Nach der Musik (Kino-Dokumentarfilm) – Regie: Igor Heitzmann
- 2007: Prinzessinnenbad (Kino-Dokumentarfilm) – Regie: Bettina Blümner
- 2007: Chamamé (Dokumentarfilm) – Regie: Cosima Lange
- 2008: The Other Side of Istanbul (Kino-Dokumentarfilm) – Regie: Döndü Kılıç
- 2008: Am Pier von Apolonovka (Dokumentarfilm) – Regie: Andrei Schwartz
- 2009: Wenn die Welt uns gehört (Kino-Spielfilm) – Regie: Judith Keil, Antje Kruska
- 2011: Raising Resistance (Kino-Dokumentarfilm) – Regie: David Bernett, Bettina Borgfeld
- 2011: Meine Freiheit, Deine Freiheit (Kino-Dokumentarfilm) – Regie: Diana Näcke
- 2013: Scherbenpark (Kino-Spielfilm) – Regie: Bettina Blümner
- 2015: Hello, I am David! (Dokumentarfilm) – Regie: Cosima Lange
- 2020: Notes of Berlin (Kino-Spielfilm) – Regie: Mariejosephin Schneider

## Auszeichnungen
- 2000: Deutscher Kamerapreis für Nach dem Fall
- 2004: Bild-Kunst Schnitt-Preis für Die Spielwütigen
- 2007: Nominierung für den Bild-Kunst Schnitt-Preis für Prinzessinnenbad
- 2012: Bild-Kunst Schnitt-Preis für Raising Resistance
- 2017: Ehrenpreis fürs Lebenswerk beim Festival Filmplus